# فولكر اوبتس (رياضياتي)
فولكر اوبتس (بالألمانية: Volker Oppitz)‏ (و. 1931  م) هو رياضياتي، واقتصادي، وأستاذ جامعي ألماني.